# Liga de Alemania de balonmano
La Handball Bundesliga (HBL), también conocida como Daikin HBL por motivos de patrocinio, es la principal liga profesional de balonmano de Alemania. La sede de la liga está en Colonia.

## Historia
Las dos primeras temporadas, (1947-1948 y 1948-1949) fueron organizadas por la Deutschen Arbeitsausschuss für Handball (DAH). La Deutsche Handballbund (DHB) toma el relevo en octubre de 1949. La competición se realiza en forma de grupos regionales con un torneo final a final de temporada. En 1966 nace la Bundesliga como tal, primero constituida por dos grupos (Norte y Sur) y después, desde 1977, en un único grupo.

## Datos de la competición
En la temporada 2007-2008, la media de espectadores por partido alcanzó la marca récord de 4863. El ascenso es constante desde el 2001. Antes de esta fecha, el récord se establecía a 3069 espectadores por partido.

## Equipos 2024-25
| - Frisch Auf Göppingen - Füchse Berlin - ThSV Eisenach - SG BBM Bietigheim - HSG Wetzlar - TVB 1898 Stuttgart |  | - MT Melsungen - Rhein-Neckar Löwen - SC Magdeburg - SG Flensburg-Handewitt - TBV Lemgo - THW Kiel |  | - TSV Hannover-Burgdorf - SC DHFK Leipzig - HC Erlangen - VfL Gummersbach - 1. VfL Potsdam - HSV Hamburg |  |

## Palmarés
Lista de campeones desde el año 1948
| Temporada | Campeón               |
| --------- | --------------------- |
| 1947–48   | Berliner SV 92        |
| 1948–49   | RSV Mülheim a.d. Ruhr |
| 1949–50   | SV Polizei Hamburg    |
| 1950–51   | SV Polizei Hamburg    |
| 1951–52   | SV Polizei Hamburg    |
| 1952–53   | SV Polizei Hamburg    |
| 1953–54   | Frisch Auf Göppingen  |
| 1954–55   | Frisch Auf Göppingen  |
| 1955–56   | Berliner SV 92        |
| 1956–57   | THW Kiel              |
| 1957–58   | Frisch Auf Göppingen  |
| 1958–59   | Frisch Auf Göppingen  |
| 1959–60   | Frisch Auf Göppingen  |
| 1960–61   | Frisch Auf Göppingen  |
| 1961–62   | THW Kiel              |
| 1962–63   | THW Kiel              |
| 1963–64   | Berliner SV 92        |
| 1964–65   | Frisch Auf Göppingen  |
| 1965–66   | VfL Gummersbach       |
| 1966–67   | VfL Gummersbach       |
| 1967–68   | SG Leutershausen      |
| 1968–69   | VfL Gummersbach       |
| 1969–70   | Frisch Auf Göppingen  |
| 1970–71   | Grün-Weiß Dankersen   |
| 1971–72   | Frisch Auf Göppingen  |
| 1972–73   | VfL Gummersbach       |
| 1973–74   | VfL Gummersbach       |
| 1974–75   | VfL Gummersbach       |
| 1975–76   | VfL Gummersbach       |
| 1976–77   | Grün-Weiß Dankersen   |
| 1977–78   | TV Grosswallstadt     |
| 1978–79   | TV Grosswallstadt     |
| 1979–80   | TV Grosswallstadt     |

| Temporada | Campeón                |
| --------- | ---------------------- |
| 1980–81   | TV Grosswallstadt      |
| 1981–82   | VfL Gummersbach        |
| 1982–83   | VfL Gummersbach        |
| 1983–84   | TV Grosswallstadt      |
| 1984–85   | VfL Gummersbach        |
| 1985–86   | TUSEM Essen            |
| 1986–87   | TUSEM Essen            |
| 1987–88   | VfL Gummersbach        |
| 1988–89   | TUSEM Essen            |
| 1989–90   | TV Grosswallstadt      |
| 1990–91   | VfL Gummersbach        |
| 1991–92   | SG Wallau-Massenheim   |
| 1992–93   | SG Wallau-Massenheim   |
| 1993–94   | THW Kiel               |
| 1994–95   | THW Kiel               |
| 1995–96   | THW Kiel               |
| 1996–97   | TBV Lemgo              |
| 1997–98   | THW Kiel               |
| 1998–99   | THW Kiel               |
| 1999–20   | THW Kiel               |
| 2000–01   | SC Magdeburg           |
| 2001–02   | THW Kiel               |
| 2002–03   | TBV Lemgo              |
| 2003–04   | SG Flensburg-Handewitt |
| 2004–05   | THW Kiel               |
| 2005–06   | THW Kiel               |
| 2006–07   | THW Kiel               |
| 2007–08   | THW Kiel               |
| 2008–09   | THW Kiel               |
| 2009–10   | THW Kiel               |
| 2010–11   | HSV Hamburg            |
| 2011–12   | THW Kiel               |
| 2012–13   | THW Kiel               |
| 2013-14   | THW Kiel               |
| 2014-15   | THW Kiel               |
| 2015-16   | Rhein-Neckar Löwen     |
| 2016-17   | Rhein-Neckar Löwen     |
| 2017-18   | SG Flensburg-Handewitt |
| 2018-19   | SG Flensburg-Handewitt |
| 2019-20   | THW Kiel               |
| 2020-21   | THW Kiel               |
| 2021-22   | SC Magdeburg           |
| 2022-23   | THW Kiel               |
| 2023-24   | SC Magdeburg           |
| 2024-25   | Füchse Berlin          |

- 23 títulos : THW Kiel
- 12 títulos : VfL Gummersbach
- 9 títulos : Frisch Auf Göppingen
- 6 títulos : TV Grosswallstadt
- 4 títulos : PSV Hambourg
- 3 títulos : Berliner SV 1892, TuSEM Essen, SG Flensburg-Handewitt, SC Magdeburg
- 2 títulos : Grün-Weiß Dankersen, SG Wallau-Massenheim, TBV Lemgo, Rhein-Neckar Löwen
- 1 título : RSV Mülheim, SG Leutershausen, HSV Hamburg, Füchse Berlin